# だから、ひとりじゃない
「だから、ひとりじゃない」はLittle Glee Monsterの8枚目のシングル。2017年5月31日にソニー・ミュージックレコーズから発売。

## 内容
前作『はじまりのうた』から約7ヶ月ぶりとなる8枚目のシングル。
- 麻珠が2017年4月16日に無期限活動休止[1][2]を発表後、初のシングルである。

### 楽曲解説
だから、ひとりじゃない
- 読売テレビ系「僕のヒーローアカデミア」第2期エンディングテーマに起用され[3]、三重テレビ第99回全国高等学校野球選手権大会三重大会のテーマソングとしても起用された[4]。ミュージックビデオは、「ユニバーサル・スタジオ・ジャパン」にて撮影され、スヌーピーを初めとしたUSJのキャラクターと一緒に踊る作品となっている。公式YouTubeチャンネルにて公開されたミュージックビデオは、1,300万回再生を超えている。

幸せのかけら
- NHK「グレーテルのかまど」エンディングテーマとして書き下ろされた。2019年9月に放送された、NHK「SONGS」にてテレビ初披露した。

Go My Way!
- TBSテレビ他主催「全国小・中学校リズムダンスふれあいコンクール」の規定曲として採用されている[5]。

SEPTEMBER
- 2017年5月22日に行われたアース・ウィンド・アンド・ファイアーの武道館公演にて、サポートゲストとして参加した際ににEW&Fと一緒に披露された楽曲であり、今回のシングルにも収録された(ただし、アレンジは異なり、現代のEDMと昔のディスコを融合したリミックスのような形になっている)。

## リリース

### 形態
| 発売日        | レーベル    | 最高順位 | 販売形態 | 規格品番    | 備考           |
| ------------- | ----------- | -------- | -------- | ----------- | -------------- |
| 2017年5月31日 | gr8!records | 3位      | CD+DVD   | SRCL-9427/8 | 初回盤         |
| 2017年5月31日 | gr8!records | 3位      | CD       | SRCL-9429   | 通常盤         |
| 2017年5月31日 | gr8!records | 3位      | CD+DVD   | SRCL-9430/1 | 期間生産限定盤 |

### 特典
出典：
- 応援店舗 - 告知ポスター
- HMV - ステッカー
- TSUTAYA - ポストカード
- アニメイト - クリアファイル

## 収録曲

### CD
通常盤
| 01           | だから、ひとりじゃない | 岡嶋かな多・Carlos K.                 | Carlos K.・加賀爪タッド               | Carlos K.                | 3:51  | MV - YouTube |  |  |
| 02           | 幸せのかけら           | いしわたり淳治                        | 中村泰輔                              | 中村泰輔                 | 5:21  |              |  |  |
| 03           | Go My Way!             | 前田甘露                              | KEN for 2SOUL MUSIC Ins.              | KEN for 2SOUL MUSIC Ins. | 3:30  |              |  |  |
| 04           | SEPTEMBER              | Al McKay・Maurice White・Allee Willis | Al McKay・Maurice White・Allee Willis |                          | 3:50  |              |  |  |
| 合計収録時間 | 合計収録時間           | 合計収録時間                          | 合計収録時間                          | 合計収録時間             | 16:32 |              |  |  |

初回盤A
| 01           | だから、ひとりじゃない                | 岡嶋かな多・Carlos K.                 | Carlos K.・加賀爪タッド               | Carlos K.                | 3:51  | MV - YouTube |  |  |
| 02           | 幸せのかけら                          | いしわたり淳治                        | 中村泰輔                              | 中村泰輔                 | 5:21  |              |  |  |
| 03           | Go My Way!                            | 前田甘露                              | KEN for 2SOUL MUSIC Ins.              | KEN for 2SOUL MUSIC Ins. | 3:30  |              |  |  |
| 04           | SEPTEMBER                             | Al McKay・Maurice White・Allee Willis | Al McKay・Maurice White・Allee Willis |                          | 3:50  |              |  |  |
| 05           | だから、ひとりじゃない -instrumental- |                                       |                                       |                          | 3:50  |              |  |  |
| 合計収録時間 | 合計収録時間                          | 合計収録時間                          | 合計収録時間                          | 合計収録時間             | 20:22 |              |  |  |

期間生産限定盤
| 01           | だから、ひとりじゃない           | 岡嶋かな多・Carlos K.                 | Carlos K.・加賀爪タッド               | Carlos K.                | 3:51  | MV - YouTube |  |  |
| 02           | 幸せのかけら                     | いしわたり淳治                        | 中村泰輔                              | 中村泰輔                 | 5:21  |              |  |  |
| 03           | Go My Way!                       | 前田甘露                              | KEN for 2SOUL MUSIC Ins.              | KEN for 2SOUL MUSIC Ins. | 3:30  |              |  |  |
| 04           | SEPTEMBER                        | Al McKay・Maurice White・Allee Willis | Al McKay・Maurice White・Allee Willis |                          | 3:50  |              |  |  |
| 05           | だから、ひとりじゃない -TV Size- | 岡嶋かな多・Carlos K.                 | Carlos K.・加賀爪タッド               | Carlos K.                | 1:33  |              |  |  |
| 合計収録時間 | 合計収録時間                     | 合計収録時間                          | 合計収録時間                          | 合計収録時間             | 18:05 |              |  |  |

### DVD
初回盤
| #  | 曲名                                 | 備考         |
| -- | ------------------------------------ | ------------ |
| 01 | だから、ひとりじゃない -Music Video- | MV - YouTube |

期間生産限定盤
| #  | 曲名                                           | 備考 |
| -- | ---------------------------------------------- | ---- |
| 01 | 僕のヒーローアカデミア Ending Non-Credit Movie |      |

## 収録作品
だから、ひとりじゃない
- 『OVER/ヒカルカケラ』(#3・期間生産限定盤)
  - ライブ・ヴァージョンで収録。
- 『juice』(#1)
- 『GRADATI∞N』(#10・Disc 2)
- 『UNLOCK!』(#3・通常盤 Disc 2）
  - 2024ver.で収録。

幸せのかけら
- 『juice』(#13)
- 『BRIGHT NEW WORLD』(#1・Disc 2)
  - ライブ・ヴァージョンで収録。
- 『GRADATI∞N』(#15・Disc 3)

Go My Way!
- 『juice』(#3)

SEPTEMBER
- 『juice』(#2・通常盤 Disc 2)

## ライブ映像作品
| 曲名                   | 公演                                                                   |
| ---------------------- | ---------------------------------------------------------------------- |
| だから、ひとりじゃない | Little Glee Monster Arena Tour 2018 -juice!!!!! at YOKOHAMA ARENA      |
| だから、ひとりじゃない | Little Glee Monster MTV Unplugged                                      |
| だから、ひとりじゃない | Little Glee Monster Live in BUDOKAN 2019〜Calling Over!!!!!            |
| だから、ひとりじゃない | Little Glee Monster 5th Celebration Tour 2019 〜MONSTER GROOVE PARTY〜 |
| だから、ひとりじゃない | Little Glee Monster Live Tour 2022 Journey                             |
| だから、ひとりじゃない | Little Glee Monster Live Tour 2023 ”Fanfare“                           |
| だから、ひとりじゃない | Little Glee Monster Live Tour 2024 “UNLOCK!”                           |
| だから、ひとりじゃない | Little Glee Monster 10th Anniversary Live                              |
| 幸せのかけら           | Little Glee Monster 5th Celebration Tour 2019 〜MONSTER GROOVE PARTY〜 |
| 幸せのかけら           | Little Glee Monster Live Tour 2023 ”Fanfare“                           |
| Go My Way!             | Little Glee Monster 10th Anniversary Live                              |

## カバー
- Pastel*Palettes［丸山彩（前島亜美）］ - ゲーム『バンドリ! ガールズバンドパーティ!』に収録（2024年8月10日追加）。